# Lina Larissa Strahl
Lina Larissa Strahl, née le 15 décembre 1997 à Seelze, est une autrice-compositrice-interprète et actrice allemande. Elle est connue sous le mononyme de Lina.

## Jeunesse
Lina Strahl est née à Seelze le 15 décembre 1997. Alors qu'elle est élève d'un Gymnasium, Lina Larissa Strahl monte un girl group avec ses amies appelé The Blue Flames. C'est à cette époque qu'elle commence à apprendre à jouer de la guitare et à écrire ses premières chansons.

## Carrière
En 2013, elle remporte le concours Dein Song (de) diffusé sur la chaîne allemande KiKA avec la chanson Freakin' Out, une chanson qu'elle a composé avec le groupe Mia.
Lina fait ses débuts en 2014 dans le film Bibi et Tina, le film de Detlev Buck. Elle y interprète le rôle principal, Bibi Blocksberg. Elle reprend son rôle dans le second film Bibi et Tina : Complètement ensorcelée ! en 2014, puis dans Bibi et Tina : Filles contre garçons en 2016 et enfin, dans le quatrième et dernier film de la saga Bibi et Tina : Quel tohubohu ! en 2017. Elle interprète également plusieurs morceaux des bandes originales.
Elle sort son premier album solo en avril 2016, Official qui atteint la 12e place des charts allemands. Le premier single, Wie ich bin, soirt en mars 2016.
L'année suivante, elle sort son second album Ego chez BMG Rights Management. Elle le défend avec une tournée de 18 dates à travers l'Allemagne et la Suisse. Elle avait déjà interprété certaines de ses nouvelles chansons lors de son Glitzer Deluxe Tour au printemps 2017.
Cette année-là, elle apparaît dans la série télévisée de Disney Channel, The Lodge, sous les traits de Frankie, une étudiante en art.
Le 9 novembre 2018, Lina sort son troisième album, R3BELLEN, un CD plus « adulte et féminin ». Par son changement de ton, elle est comparée aux artistes américaines Taylor Swift et Selena Gomez. Elle défend l'album avec une tournée en Allemagne, Suisse et Autriche avec pour première partie Tilman Pörzgen (de). L'album atteint la deuxième place des charts allemands.
Ses fans sont appelés les « Strahler ».

## Filmographie
- 2014 : Bibi et Tina, le film : Bibi Blocksberg
- 2014 : Bibi et Tina : Complètement ensorcelée ! : Bibi Blocksberg
- 2016 : Bibi et Tina : Filles contre garçons : Bibi Blocksberg
- 2017 : Bibi et Tina : Quel tohubohu ! : Bibi  Blocksberg
- 2017 : The Lodge : Frankie (8 épisodes)
- 2020 : Slender Man: Origins : Monique

### Doublage
Lina Larissa Strahl est doublée en français par Camille Donda dans :
- Bibi et Tina, le film (2014) (film)
- Bibi et Tina : Complètement ensorcelée ! (2014) (film)
- Bibi et Tina : Filles contre garçons (2016)
- Bibi et Tina : Quel tohubohu ! (2017) (film)

## Discographie

### Albums studios
| Titre    | Détails                                                                         | Meilleure position | Meilleure position | Meilleure position |
| Titre    | Détails                                                                         | GER                | AUT                | SWI                |
| -------- | ------------------------------------------------------------------------------- | ------------------ | ------------------ | ------------------ |
| Official | - Sortie : 27 mai 2016 - Label : BMG Rights - Format : CD, digital download     | 12                 | 55                 | —                  |
| Ego      | - Sortie : 3 novembre 2017 - Label : BMG Rights - Format : CD, digital download | 4                  | 25                 | 73                 |
| R3bellin | - Sortie : 9 novembre 2018 - Label : BMG Rights - Format : CD, digital download | 2                  | 10                 | 25                 |

### Bandes originales
| Titre                              | Détails                                                                       | Meilleures positions | Meilleures positions | Meilleures positions | Certifications       |
| Titre                              | Détails                                                                       | GER                  | AUT                  | SWI                  | Certifications       |
| ---------------------------------- | ----------------------------------------------------------------------------- | -------------------- | -------------------- | -------------------- | -------------------- |
| Bibi und Tina                      | - Sortie : 27 février 2014 - Label : Kiddinx - Format : CD, digital download  | 12                   | 24                   | 78                   |                      |
| Bibi und Tina: Voll verhext!       | - Sortie : 19 décembre 2014 - Label : Kiddinx - Format : CD, digital download | 10                   | 19                   | 44                   | - BVMI : Platine     |
| Bibi und Tina: Mädchen gegen Jungs | - Sortie : 15 janvier 2016 - Label : Kiddinx - Format : CD, digital download  | 1                    | 2                    | 14                   | - BVMI : 2 × Platine |
| Bibi und Tina: Tohuwabohu total    | - Sortie : 15 janvier 2016 - Label : Kiddinx - Format : CD, digital download  | 2                    | 2                    | 11                   | - BVMI : Or          |

### Singles
| Titre                                                                                       | Année | Meilleure position | Album            |
| Titre                                                                                       | Année | GER                | Album            |
| ------------------------------------------------------------------------------------------- | ----- | ------------------ | ---------------- |
| "Freakin' Out" (featuring MIA.)                                                             | 2013  | 63                 | Dein Song 2013   |
| "Richtig gehört"                                                                            | 2013  | —                  | non-album single |
| "Wie ich bin"                                                                               | 2015  | —                  | Official         |
| "Ohne dieses Gefühl"                                                                        | 2016  | —                  | Official         |
| "Glitzer"                                                                                   | 2017  | —                  | Ego              |
| "Rebellen"                                                                                  | 2018  | —                  | R3bellin         |
| "—" note un single qui n'est pas entré dans les charts ou qui n'est pas sorti dans ce pays. |       |                    |                  |